# Copa Sul-Americana de 2011

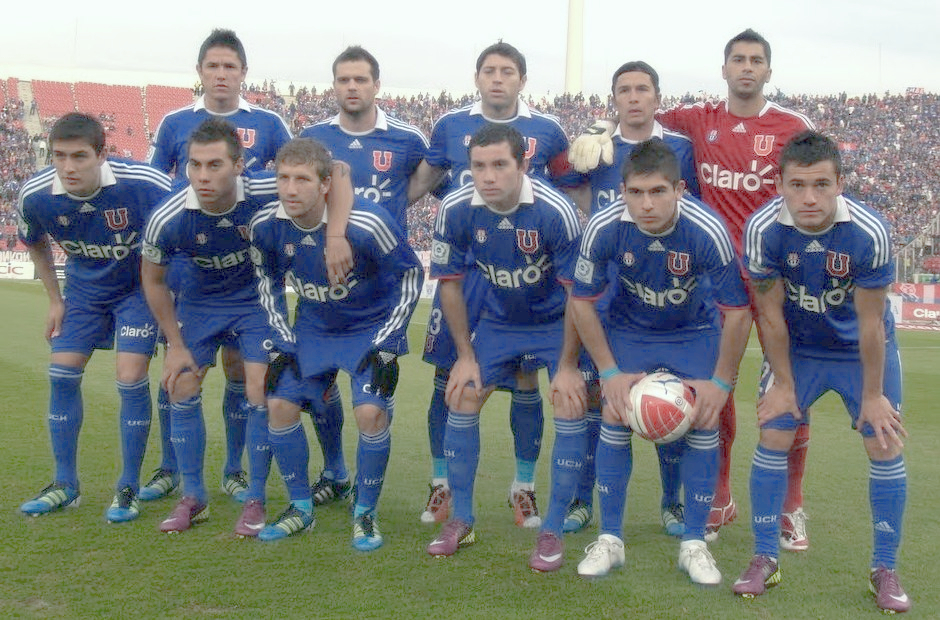
vencedor da competição

A Copa Sul-Americana de 2011, oficialmente Copa Bridgestone Sudamericana por motivos de patrocínio, foi a décima edição do torneio de futebol realizado no segundo semestre de cada ano pela Confederação Sul-Americana de Futebol (CONMEBOL). Equipes das dez associações sul-americanas participam do torneio.
Universidad de Chile e LDU Quito, do Equador, fizeram a final dessa edição. Ambos os jogos foram vencidos pelos chilenos (1–0 em Quito e 3–0 em Santiago), que conquistaram o título de forma invicta e tendo sofrido apenas dois gols ao longo da competição.
Como campeão, a Universidad de Chile se classificou para a Copa Libertadores da América de 2012 e enfrentará o vencedor da Copa Libertadores da América de 2011 na decisão da Recopa Sul-Americana de 2012, além de participar da Copa Suruga Bank de 2012, contra o campeão da Copa da Liga Japonesa de 2011.

## Equipes classificadas
| País                                  | Equipe                    | Classificação                                                         |
| ------------------------------------- | ------------------------- | --------------------------------------------------------------------- |
| Argentina · (6 vagas + atual campeão) | Independiente             | Campeão da Copa Sul-Americana de 2010                                 |
| Argentina · (6 vagas + atual campeão) | Vélez Sarsfield           | Melhor pontuação acumulada na temporada 2010–2011                     |
| Argentina · (6 vagas + atual campeão) | Estudiantes               | 2ª melhor pontuação acumulada na temporada 2010–2011                  |
| Argentina · (6 vagas + atual campeão) | Godoy Cruz                | 3ª melhor pontuação acumulada na temporada 2010–2011                  |
| Argentina · (6 vagas + atual campeão) | Lanús                     | 4ª melhor pontuação acumulada na temporada 2010–2011                  |
| Argentina · (6 vagas + atual campeão) | Arsenal de Sarandí        | 5ª melhor pontuação acumulada na temporada 2010–2011                  |
| Argentina · (6 vagas + atual campeão) | Argentinos Juniors        | 7ª melhor pontuação acumulada na temporada 2010–2011                  |
| Bolívia · (3 vagas)                   | Aurora                    | 3º colocado no Torneio Clausura de 2010                               |
| Bolívia · (3 vagas)                   | The Strongest             | 4º colocado no Torneio Apertura de 2010                               |
| Bolívia · (3 vagas)                   | San José                  | Vice-campeão do Torneio de Inverno de 2010                            |
| Brasil · (8 vagas)                    | Atlético Paranaense       | 5ª colocação no Campeonato Brasileiro Série A de 2010                 |
| Brasil · (8 vagas)                    | Botafogo                  | 6ª colocação no Campeonato Brasileiro Série A de 2010                 |
| Brasil · (8 vagas)                    | São Paulo                 | 9ª colocação no Campeonato Brasileiro Série A de 2010                 |
| Brasil · (8 vagas)                    | Palmeiras                 | 10ª colocação no Campeonato Brasileiro Série A de 2010                |
| Brasil · (8 vagas)                    | Vasco da Gama             | 11ª colocação no Campeonato Brasileiro Série A de 2010                |
| Brasil · (8 vagas)                    | Ceará                     | 12ª colocação no Campeonato Brasileiro Série A de 2010                |
| Brasil · (8 vagas)                    | Atlético Mineiro          | 13ª colocação no Campeonato Brasileiro Série A de 2010                |
| Brasil · (8 vagas)                    | Flamengo                  | 14ª colocação no Campeonato Brasileiro Série A de 2010                |
| Chile · (3 vagas)                     | Deportes Iquique          | Campeão da Copa Chile de 2010                                         |
| Chile · (3 vagas)                     | Universidad Católica      | Vencedor da primeira fase do Campeonato Chileno de 2011               |
| Chile · (3 vagas)                     | Universidad de Chile      | Vencedor da partida para a Copa Sul-Americana                         |
| Colômbia · (3 vagas)                  | Santa Fe                  | 2ª melhor pontuação no Campeonato Colombiano de 2011                  |
| Colômbia · (3 vagas)                  | Deportivo Cali            | Campeão da Copa Colômbia de 2010                                      |
| Colômbia · (3 vagas)                  | La Equidad                | 3ª melhor pontuação na Campeonato Colombiano de 2011                  |
| Equador · (3 vagas)                   | Emelec                    | Vencedor da primeira fase do Campeonato Equatoriano de 2011           |
| Equador · (3 vagas)                   | LDU Quito                 | 2º colocado na primeira fase do Campeonato Equatoriano de 2011        |
| Equador · (3 vagas)                   | Deportivo Quito           | 3º colocado na primeira fase do Campeonato Equatoriano de 2011        |
| Paraguai · (3 vagas)                  | Libertad                  | Melhor pontuação do Campeonato Paraguaio de 2010                      |
| Paraguai · (3 vagas)                  | Nacional                  | 2ª melhor pontuação no Campeonato Paraguaio de 2010                   |
| Paraguai · (3 vagas)                  | Olimpia                   | 3ª melhor pontuação no Campeonato Paraguaio de 2010                   |
| Peru · (3 vagas)                      | Universitario             | 2ª melhor pontuação no Campeonato Peruano de 2010                     |
| Peru · (3 vagas)                      | Universidad César Vallejo | 3ª melhor pontuação no Campeonato Peruano de 2010                     |
| Peru · (3 vagas)                      | Juan Aurich               | 4ª melhor pontuação no Campeonato Peruano de 2010                     |
| Uruguai · (3 vagas)                   | Nacional                  | Campeão do Campeonato Uruguaio de 2010–2011                           |
| Uruguai · (3 vagas)                   | Fénix                     | 4ª melhor pontuação no Campeonato Uruguaio de 2010–2011               |
| Uruguai · (3 vagas)                   | Bella Vista               | 5ª melhor pontuação no Campeonato Uruguaio de 2010–2011               |
| Venezuela · (3 vagas)                 | Trujillanos               | Campeão da Copa Venezuela de 2010                                     |
| Venezuela · (3 vagas)                 | Deportivo Anzoátegui      | Vencedor dos play-offs para a Copa Sul-Americana com melhor pontuação |
| Venezuela · (3 vagas)                 | Yaracuyanos               | Vencedor dos play-offs para a Copa Sul-Americana com pior pontuação   |

## Sorteio
O sorteio dos confrontos da primeira fase seria em 14 de junho no Centro de Convenções da CONMEBOL, em Luque, Paraguai. Posteriormente foi adiada para 16 de junho, devido a erupção de um vulcão em Puyehue no Chile, mas como a erupção persistia, foi adiada novamente, para 21 de junho, devido a impossibilidade do tráfego aéreo. Finalmente, a CONMEBOL remarcou o sorteio para 28 de junho, em Buenos Aires, na Argentina.

## Primeira fase
A primeira fase foi disputada pelas 16 equipes classificadas em segundo e terceiro lugar de cada país (exceto as equipes da Argentina e Brasil) divididas em oito chaves.
| Chave | Equipe 1                  | Total | Equipe 2             | Ida | Volta |
| ----- | ------------------------- | ----- | -------------------- | --- | ----- |
| A     | San José                  | 0–1   | Nacional             | 0–0 | 0–1   |
| B     | Universidad César Vallejo | 1–3   | Santa Fe             | 1–1 | 0–2   |
| C     | Universidad de Chile      | 1–0   | Fénix                | 1–0 | 0–0   |
| D     | Deportivo Quito           | 1–2   | Deportivo Anzoátegui | 1–0 | 0–2   |
| E     | Olimpia                   | 3–2   | The Strongest        | 2–0 | 1–2   |
| F     | La Equidad                | 4–1   | Juan Aurich          | 2–0 | 2–1   |
| G     | Bella Vista               | 1–4   | Universidad Católica | 1–1 | 0–3   |
| H     | Yaracuyanos               | 1–2   | LDU Quito            | 1–1 | 0–1   |

## Segunda fase
A segunda fase será disputada pela equipes classificadas em primeiro lugar de cada país, além das equipes da Argentina e do Brasil e os oito que avançaram da primeira fase. São 16 chaves com partidas de ida e volta, sendo que o Independiente avança diretamente as oitavas de final por ser o campeão do ano anterior.
| Chave | Equipe 1                                                   | Total                                                      | Equipe 2                                                   | Ida                                                        | Volta                                                      |
| ----- | ---------------------------------------------------------- | ---------------------------------------------------------- | ---------------------------------------------------------- | ---------------------------------------------------------- | ---------------------------------------------------------- |
| O1    | Argentinos Juniors                                         | 0–4                                                        | Vélez Sarsfield                                            | 0–0                                                        | 0–4                                                        |
| O2    | Universidad de Chile                                       | 3–0                                                        | Nacional                                                   | 1–0                                                        | 2–0[a]                                                     |
| O3    | Vasco da Gama                                              | 3–3 (gf)                                                   | Palmeiras                                                  | 2–0                                                        | 1–3                                                        |
| O4    | La Equidad                                                 | 0–2                                                        | Libertad                                                   | 0–1                                                        | 0–1                                                        |
| O5    | Independiente diretamente classificado às oitavas-de-final | Independiente diretamente classificado às oitavas-de-final | Independiente diretamente classificado às oitavas-de-final | Independiente diretamente classificado às oitavas-de-final | Independiente diretamente classificado às oitavas-de-final |
| O6    | Deportivo Anzoátegui                                       | 1–4                                                        | Universitario                                              | 1–2                                                        | 0–2                                                        |
| O7    | Arsenal de Sarandí                                         | 2–1                                                        | Estudiantes                                                | 2–0                                                        | 0–1                                                        |
| O8    | Santa Fe                                                   | 2–2 (6–5 p)                                                | Deportivo Cali                                             | 1–1                                                        | 1–1                                                        |
| O9    | Atlético Mineiro                                           | 1–3                                                        | Botafogo                                                   | 1–2                                                        | 0–1                                                        |
| O10   | Olimpia                                                    | 4–2                                                        | Emelec                                                     | 2–1                                                        | 2–1                                                        |
| O11   | Lanús                                                      | 2–2 (gf)                                                   | Godoy Cruz                                                 | 2–2                                                        | 0–0                                                        |
| O12   | LDU Quito                                                  | 5–1                                                        | Trujillanos                                                | 4–1                                                        | 1–0                                                        |
| O13   | Ceará                                                      | 2–4                                                        | São Paulo                                                  | 2–1                                                        | 0–3                                                        |
| O14   | Nacional                                                   | 3–6                                                        | Aurora                                                     | 1–1                                                        | 2–5                                                        |
| O15   | Flamengo                                                   | 2–0                                                        | Atlético Paranaense                                        | 1–0                                                        | 1–0                                                        |
| O16   | Universidad Católica                                       | 2–1                                                        | Deportes Iquique                                           | 2–1                                                        | 0–0                                                        |

## Fase final
|  | Oitavas de final               | Oitavas de final               | Oitavas de final               | Oitavas de final               |       |                    | Quartas de final   | Quartas de final   | Quartas de final   | Quartas de final   |  |               | Semifinais          | Semifinais          | Semifinais          | Semifinais          |           |   | Final              | Final              | Final              | Final              |
|  | 28 de setembro a 26 de outubro | 28 de setembro a 26 de outubro | 28 de setembro a 26 de outubro | 28 de setembro a 26 de outubro |       |                    | 1 a 17 de novembro | 1 a 17 de novembro | 1 a 17 de novembro | 1 a 17 de novembro |  |               | 23 a 30 de novembro | 23 a 30 de novembro | 23 a 30 de novembro | 23 a 30 de novembro |           |   | 8 e 14 de dezembro | 8 e 14 de dezembro | 8 e 14 de dezembro | 8 e 14 de dezembro |
|  |                                |                                |                                |                                |       |                    |                    |                    |                    |                    |  |               |                     |                     |                     |                     |           |   |                    |                    |                    |                    |
|  | LDU Quito                      | 2                              | 0                              | 2                              |       |                    |                    |                    |                    |                    |  |               |                     |                     |                     |                     |           |   |                    |                    |                    |                    |
|  | Independiente                  | 0                              | 1                              | 1                              |       |                    |                    |                    |                    |                    |  |               |                     |                     |                     |                     |           |   |                    |                    |                    |                    |
|  | Independiente                  | 0                              | 1                              | 1                              |       | LDU Quito (pen)    | 1                  | 0                  | 1 (5)              |                    |  |               |                     |                     |                     |                     |           |   |                    |                    |                    |                    |
|  |                                |                                |                                |                                |       | LDU Quito (pen)    | 1                  | 0                  | 1 (5)              |                    |  |               |                     |                     |                     |                     |           |   |                    |                    |                    |                    |
|  |                                | Libertad                       | 0                              | 1                              | 1 (4) |                    |                    |                    |                    |                    |  |               |                     |                     |                     |                     |           |   |                    |                    |                    |                    |
|  | São Paulo                      | Libertad                       | 0                              | 1                              | 1 (4) | 1                  | 0                  | 1                  |                    |                    |  |               |                     |                     |                     |                     |           |   |                    |                    |                    |                    |
|  | São Paulo                      |                                |                                |                                |       | 1                  | 0                  | 1                  |                    |                    |  |               |                     |                     |                     |                     |           |   |                    |                    |                    |                    |
|  | Libertad                       | 0                              | 2                              | 2                              |       |                    |                    |                    |                    |                    |  |               |                     |                     |                     |                     |           |   |                    |                    |                    |                    |
|  | Libertad                       | 0                              | 2                              | 2                              |       |                    |                    |                    |                    |                    |  | LDU Quito     | 2                   | 1                   | 3                   |                     |           |   |                    |                    |                    |                    |
|  |                                |                                |                                |                                |       |                    |                    |                    |                    |                    |  | LDU Quito     | 2                   | 1                   | 3                   |                     |           |   |                    |                    |                    |                    |
|  |                                | Vélez Sarsfield                | 0                              | 0                              | 0     |                    |                    |                    |                    |                    |  |               |                     |                     |                     |                     |           |   |                    |                    |                    |                    |
|  | Botafogo                       | Vélez Sarsfield                | 0                              | 0                              | 0     | 1                  | 1                  | 2                  |                    |                    |  |               |                     |                     |                     |                     |           |   |                    |                    |                    |                    |
|  | Botafogo                       |                                |                                |                                |       | 1                  | 1                  | 2                  |                    |                    |  |               |                     |                     |                     |                     |           |   |                    |                    |                    |                    |
|  | Santa Fe                       | 1                              | 4                              | 5                              |       |                    |                    |                    |                    |                    |  |               |                     |                     |                     |                     |           |   |                    |                    |                    |                    |
|  | Santa Fe                       | 1                              | 4                              | 5                              |       | Santa Fe           | 1                  | 2                  | 3                  |                    |  |               |                     |                     |                     |                     |           |   |                    |                    |                    |                    |
|  |                                |                                |                                |                                |       | Santa Fe           | 1                  | 2                  | 3                  |                    |  |               |                     |                     |                     |                     |           |   |                    |                    |                    |                    |
|  |                                | Vélez Sarsfield                | 1                              | 3                              | 4     |                    |                    |                    |                    |                    |  |               |                     |                     |                     |                     |           |   |                    |                    |                    |                    |
|  | Universidad Católica           | Vélez Sarsfield                | 1                              | 3                              | 4     | 0                  | 1                  | 1                  |                    |                    |  |               |                     |                     |                     |                     |           |   |                    |                    |                    |                    |
|  | Universidad Católica           |                                |                                |                                |       | 0                  | 1                  | 1                  |                    |                    |  |               |                     |                     |                     |                     |           |   |                    |                    |                    |                    |
|  | Vélez Sarsfield                | 2                              | 1                              | 3                              |       |                    |                    |                    |                    |                    |  |               |                     |                     |                     |                     |           |   |                    |                    |                    |                    |
|  | Vélez Sarsfield                | 2                              | 1                              | 3                              |       |                    |                    |                    |                    |                    |  |               |                     |                     |                     |                     | LDU Quito | 0 | 0                  | 0                  |                    |                    |
|  |                                |                                |                                |                                |       |                    |                    |                    |                    |                    |  |               |                     |                     |                     |                     |           | 0 | 0                  | 0                  |                    |                    |
|  |                                | Universidad de Chile           | 1                              | 3                              | 4     |                    |                    |                    |                    |                    |  |               |                     |                     |                     |                     |           |   |                    |                    |                    |                    |
|  | Godoy Cruz                     | Universidad de Chile           | 1                              | 3                              | 4     | 1                  | 1                  | 2 (2)              |                    |                    |  |               |                     |                     |                     |                     |           |   |                    |                    |                    |                    |
|  | Godoy Cruz                     |                                |                                |                                |       | 1                  | 1                  | 2 (2)              |                    |                    |  |               |                     |                     |                     |                     |           |   |                    |                    |                    |                    |
|  | Universitario (pen)            | 1                              | 1                              | 2 (3)                          |       |                    |                    |                    |                    |                    |  |               |                     |                     |                     |                     |           |   |                    |                    |                    |                    |
|  | Universitario (pen)            | 1                              | 1                              | 2 (3)                          |       | Universitario      | 2                  | 2                  | 4                  |                    |  |               |                     |                     |                     |                     |           |   |                    |                    |                    |                    |
|  |                                |                                |                                |                                |       | Universitario      | 2                  | 2                  | 4                  |                    |  |               |                     |                     |                     |                     |           |   |                    |                    |                    |                    |
|  |                                | Vasco da Gama                  | 0                              | 5                              | 5     |                    |                    |                    |                    |                    |  |               |                     |                     |                     |                     |           |   |                    |                    |                    |                    |
|  | Aurora                         | Vasco da Gama                  | 0                              | 5                              | 5     | 3                  | 3                  | 6                  |                    |                    |  |               |                     |                     |                     |                     |           |   |                    |                    |                    |                    |
|  | Aurora                         |                                |                                |                                |       | 3                  | 3                  | 6                  |                    |                    |  |               |                     |                     |                     |                     |           |   |                    |                    |                    |                    |
|  | Vasco da Gama                  | 1                              | 8                              | 9                              |       |                    |                    |                    |                    |                    |  |               |                     |                     |                     |                     |           |   |                    |                    |                    |                    |
|  | Vasco da Gama                  | 1                              | 8                              | 9                              |       |                    |                    |                    |                    |                    |  | Vasco da Gama | 1                   | 0                   | 1                   |                     |           |   |                    |                    |                    |                    |
|  |                                |                                |                                |                                |       |                    |                    |                    |                    |                    |  | Vasco da Gama | 1                   | 0                   | 1                   |                     |           |   |                    |                    |                    |                    |
|  |                                | Universidad de Chile           | 1                              | 2                              | 3     |                    |                    |                    |                    |                    |  |               |                     |                     |                     |                     |           |   |                    |                    |                    |                    |
|  | Olimpia                        | Universidad de Chile           | 1                              | 2                              | 3     | 0                  | 2                  | 2                  |                    |                    |  |               |                     |                     |                     |                     |           |   |                    |                    |                    |                    |
|  | Olimpia                        |                                |                                |                                |       | 0                  | 2                  | 2                  |                    |                    |  |               |                     |                     |                     |                     |           |   |                    |                    |                    |                    |
|  | Arsenal de Sarandí             | 0                              | 3                              | 3                              |       |                    |                    |                    |                    |                    |  |               |                     |                     |                     |                     |           |   |                    |                    |                    |                    |
|  | Arsenal de Sarandí             | 0                              | 3                              | 3                              |       | Arsenal de Sarandí | 1                  | 0                  | 1                  |                    |  |               |                     |                     |                     |                     |           |   |                    |                    |                    |                    |
|  |                                |                                |                                |                                |       | Arsenal de Sarandí | 1                  | 0                  | 1                  |                    |  |               |                     |                     |                     |                     |           |   |                    |                    |                    |                    |
|  |                                | Universidad de Chile           | 2                              | 3                              | 5     |                    |                    |                    |                    |                    |  |               |                     |                     |                     |                     |           |   |                    |                    |                    |                    |
|  | Flamengo                       | Universidad de Chile           | 2                              | 3                              | 5     | 0                  | 0                  | 0                  |                    |                    |  |               |                     |                     |                     |                     |           |   |                    |                    |                    |                    |
|  | Flamengo                       |                                |                                |                                |       | 0                  | 0                  | 0                  |                    |                    |  |               |                     |                     |                     |                     |           |   |                    |                    |                    |                    |
|  | Universidad de Chile           | 4                              | 1                              | 5                              |       |                    |                    |                    |                    |                    |  |               |                     |                     |                     |                     |           |   |                    |                    |                    |                    |

### Final
Jogo de ida
| 8 de dezembro | LDU Quito | 0 – 1     | Universidad de Chile | Estádio Casa Blanca, Quito |
| 19:15 (UTC−5) |           | Relatório | E. Vargas 43'        | Árbitro: ARG Diego Abal    |

Jogo de volta
| 14 de dezembro | Universidad de Chile               | 3 – 0     | LDU Quito | Estádio Nacional, Santiago |
| 21:15 (UTC−3)  | E. Vargas 2', 86' · Lorenzetti 79' | Relatório |           | Árbitro: BRA Wilson Seneme |

## Premiação
| Copa Sul-Americana de 2011               |
| ---------------------------------------- |
| Universidad de Chile Campeão (1º título) |

## Artilheiros
| 11 gols (1) - Eduardo Vargas (Universidad de Chile) 7 gols (1) - Hernán Barcos (LDU Quito) 4 gols (5) - Bernardo (Vasco da Gama) - Guillermo Franco (Vélez Sarsfield) - Omar Sebastián Pérez (Santa Fe) - Óscar Rodas (Santa Fe) - Raúl Ruidíaz (Universitario) 3 gols (5) - Alecsandro (Vasco da Gama) - Augusto Andaveris (Aurora) - Gustavo Canales (Universidad de Chile) - Luis Bolaños (LDU Quito) - Pablo Zeballos (Olimpia) 2 gols (17) - Adrián Romero (Olimpia) - Aquilino Villalba (Aurora) - César Carignano (Universidad Católica) - Dedé (Vasco da Gama) - Diego Souza (Vasco da Gama) - Diómedes Peña (Aurora) - Elton (Vasco da Gama) - Germán Herrera (Botafogo) - Gustavo Lorenzetti (Universidad de Chile) - Jair Reynoso (Aurora) - Johan Fano (Universitario) - Juan Gilberto Núñez (La Equidad) - Juan Manuel Martínez (Vélez Sársfield) - Rodrigo Teixeira (Nacional-PAR) - Ronaldinho (Flamengo) - Sergio Galván Rey (Santa Fe) - Vladimir Marín (Olimpia) 1 gol (84) - Alejandro Chumacero (The Strongest) - Alexandre Oliveira (Botafogo) - Allan (Vasco da Gama) - Álvaro Ampuero (Universitario) - Álvaro Navarro (Godoy Cruz) - Andy Polo (Universitario) | 1 gol (continuação) - Armando Maita (Deportivo Anzoátegui) - Ariel Rojas (Godoy Cruz) - Augusto Fernández (Vélez Sársfield) - Bréiner Belalcázar (Deportivo Cali) - Caio (Botafogo) - Cícero (São Paulo) - Cristian Trombetta (Arsenal de Sarandí) - Dagoberto (São Paulo) - David Ramírez (Vélez Sársfield) - Diego González (Lanús) - Douglas (Vasco da Gama) - Emilio Zelaya (Arsenal de Sarandí) - Enrique Vera (LDU Quito) - Enzo Andía (Universidad Católica) - Evelio Hernández (Deportivo Anzoátegui) - Ezequiel González (LDU Quito) - Fernando Ortiz (Vélez Sársfield) - Fernando Sanjurjo (Aurora) - Francisco Castro (Universidad de Chile) - Gerardo Bedoya (Santa Fe) - Gonzalo Cabrera (Godoy Cruz) - Gonzalo Sepúlveda (Universidad Católica) - Guillermo Burdisso (Arsenal de Sarandí) - Gustavo Blanco Leschuk (Arsenal de Sarandí) - Hanyer Mosquera (La Equidad) - Héctor Canteros (Vélez Sársfield) - Ignacio Canuto (Libertad) - Ignacio Nicolini (Bella Vista) - Israel Damonte (Godoy Cruz) - Iván Bella (Vélez Sársfield) - Jaime Cardozo (Aurora) - Javier González (Nacional-PAR) - Jesús Rabanal (Universitario) - Jonathan Copete (Santa Fe) - José María Franco (Emelec) - José Núñez (Libertad) - Juan Manuel Falcón (Trujillanos) - Juan Neira (Lanús) - Julio Bevacqua (Deportivo Quito) - Julio César Cáceres (Olimpia) - Jumar (Vasco da Gama) - Juninho (Vasco da Gama) | 1 gol (continuação) - Kléber (Palmeiras) - Leandro (Vasco da Gama) - Leonel Núñez (Independiente) - Luan (Palmeiras) - Luciano Leguizamón (Arsenal de Sarandí) - Lucas (São Paulo) - Luís Fabiano (São Paulo) - Maicosuel (Botafogo) - Marcelo Díaz (Universidad de Chile) - Marcelo Nicácio (Ceará) - Marcos Assunção (Palmeiras) - Mario Leguizamón (Universidad César Vallejo) - Matías Mier (Universidad Católica) - Matías Rodríguez (Universidad de Chile) - Matías Sánchez (Estudiantes) - Mauricio Chalar (Yaracuyanos) - Mauricio Montes (Juan Aurich) - Mauro Óbolo (Arsenal de Sarandí) - Michael Ríos (Deportes Iquique) - Milovan Mirosevic (Universidad Católica) - Nicolás Vigneri (Emelec) - Osvaldo González (Universidad de Chile) - Pablo Calandria (Universidad Católica) - Pablo Escobar (The Strongest) - Pablo Velázquez (Libertad) - Pablo Vitti (Universitario) - Paúl Ambrosi (LDU Quito) - Richard Ortiz (Olimpia) - Richarlyson (Atlético Mineiro) - Rivaldo (São Paulo) - Robin Ramírez (Libertad) - Ronald Segovia (Aurora) - Rudnei (Ceará) - Sergio Aquino (Libertad) - Silvio Torales (Nacional-PAR) - Víctor Guazá Lucumí (La Equidad) Gols-contra (4) - Léo (Botafogo, para o Santa Fe) - Felipe (Flamengo, para a Universidad de Chile) - Juan David Roa (Santa Fe, para o Deportivo Cali) - Luis Checa (Deportivo Quito, para o Deportivo Anzoátegui) |

## Nota
- A. ^ Partida suspensa ao início do segundo tempo após um objeto atingir o árbitro assistente Milcíades Peña.[1] A CONMEBOL multou o Nacional pelos incidentes no estádio e confirmou a vitória da Universidad de Chile no momento da paralisação.[2]